# Emiliana Mangue
Emiliana Mangue, née le 4 décembre 1991, est une footballeuse internationale équatoguinéenne. Elle évolue au poste d'attaquant.

## Biographie
Elle fait partie des 23 joueuses retenues pour disputer la Coupe du monde 2011 en remplacement de Jade Boho. Lors de cette compétition, elle ne joue aucun match. 